# Gold Cup féminine 2002
Navigation
Édition précédente Édition suivante
La Gold Cup féminine 2002 est la sixième édition du Championnat féminin de la CONCACAF et la deuxième édition sous le nom de Gold Cup féminine. Elle met aux prises les meilleures sélections féminines de football d'Amérique du Nord, d'Amérique centrale et des Caraïbes affiliées à la CONCACAF. La compétition se déroule au Canada et aux États-Unis du 27 octobre au 9 novembre 2002. La compétition sert aussi de tournoi qualificatif pour la Coupe du monde féminine de football 2003.

## Villes et stades
La compétition se déroule dans quatre villes canadiennes et américaines.
| Victoria |

| Fullerton Pasadena Seattle |

## Nations participantes
| Équipe                 |                       |                       |
| Zone Amérique du Nord  | Zone Amérique du Nord | Zone Amérique du Nord |
| ---------------------- | --------------------- | --------------------- |
| États-Unis (hôte)      |                       |                       |
| Canada (hôte)          |                       |                       |
| Mexique                |                       |                       |
| Zone Caraïbes          |                       |                       |
| Haïti                  |                       |                       |
| Jamaïque               |                       |                       |
| Trinité-et-Tobago      |                       |                       |
| Zone Amérique centrale |                       |                       |
| Costa Rica             |                       |                       |
| Panama                 |                       |                       |

## Compétition

### Phase de groupes
Le format du premier tour est celui d'un tournoi toutes rondes simple. Chaque équipe joue un match contre toutes les autres équipes du même groupe.
- Victoire : 3 points ;
- Match nul : 1 point ;
- Défaite : 0 point.